# Leiostomus xanthurus
Leiostomus xanthurus е вид лъчеперка от семейство Минокопови (Sciaenidae).

## Разпространение
Видът е разпространен в западните централни и северни райони на Атлантическия океан. Среща се в Мексиканския залив, по южното крайбрежие на САЩ от Масачузетс и надолу до Кампече, Мексико. Обикновено може да се види на дълбочина до не повече от 6 метра, но по-рядко може да бъде намерен и до 50 метра. Сравнително рядко може да се види и в южна Флорида.
Обитава солени води, предимно над пясъчни и кални дъна. Живее в устията и заливите до пролетта, а през лятото се придвижва към вода с по-висока соленост. През есента, когато водата започва да се охлажда се премества в морето.